# Morum cancellatum
Espèce
Morum cancellatum est une espèce de mollusques gastéropodes appartenant à la famille des Harpidae.

## Répartition et habitat
Mer de Chine[Laquelle ?].

## Taxonomie
Cette espèce a été décrite en 1824 par George Brettingham Sowerby I, sous le nom Oniscia cancellata